# Христос

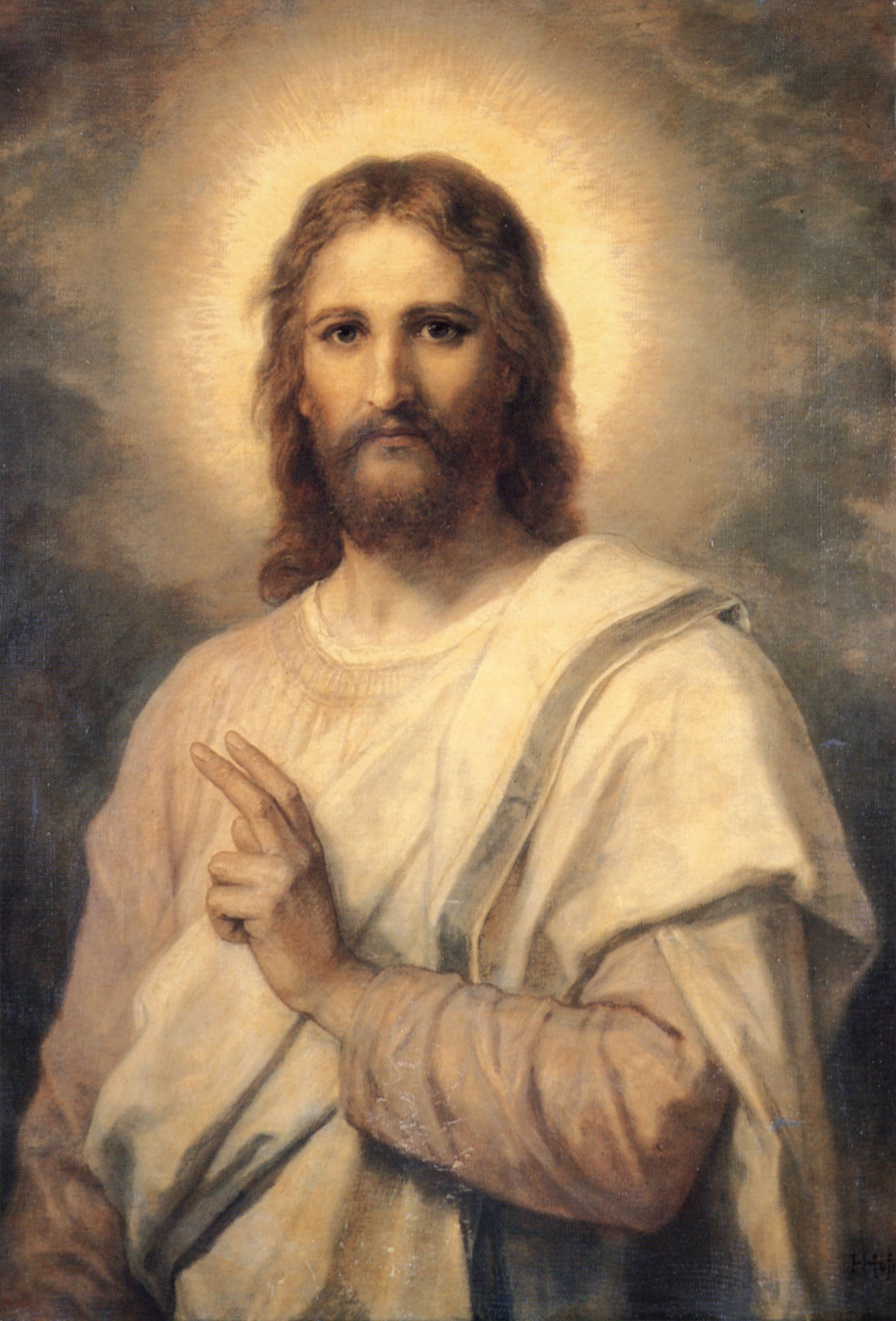
Картина Генриха Гофмана

Христо́с (др.-греч. Χριστός, от χρίω — «мажу, умащаю», буквально «помазанник») — перевод на греческий язык слова мессия (еврейского титула Māšīaḥ, מָשִׁיחַ) (арам. mesiha, евр. masiah, «помазанник»). В современном использовании термин обычно относится к Иисусу Христу. Иисус Христос означает «Иисус помазанник».
Кроме имени Χριστός (Христо́с), используемого применительно к Иисусу Христу, существует греческое имя Χρήστος (Хри́стос), являющееся производным от слова χρηστός, которое означает «хороший», «добрый».

## Смысл и употребление термина
Слово употребляется как эпитет, обозначающий причастность к Святому Духу в результате помазания елеем. В Ветхом Завете помазанниками (или христами) назывались цари, пророки и первосвященники после принятия ими должности и последующего помазания как свидетельства особого дарования и избранности (Исаия. 45). Позднее в традиционном иудаизме термин «Христос» (или «Мессия») стал применяться только по отношению к ожидаемому в будущем человеку, который станет главой израильского царства. Что же касается мессианского иудаизма, то его последователи вместо термина «Христос» по отношению к Иисусу Христу чаще употребляют термины «Мессия» или «Машиах», чтобы таким образом подчеркнуть свою непохожесть на остальные направления христианства.
Последователи Иисуса стали называться христианами (Деяния. 11:26), поскольку считали, что Иисус является истинным Христом, предсказанным в Ветхом Завете. Называя его Иисусом Христом, они имели в виду, что именно этот конкретный Иисус является Мессией в отличие от лжепророков, также считавших себя мессиями.
С Апостольских времён Иисус не был принят большинством евреев как их Мессия. Многие христиане ожидают второго пришествия Иисуса Христа, когда, как они верят, он исполнит оставшуюся часть пророчеств Ветхого и Нового Завета о Помазаннике. Евреи же все еще ожидают первого пришествия Христа.
Отрасль христианского богословия, изучающая личность, жизнь, учение и деяния Иисуса Христа, называется христологией.

## Происхождение слова
В древнерусском и церковнославянском языке, как и в большинстве европейских языков, слово «Христос» появилось из древнегреческого языка.
В Септуагинте (переводе Танаха на древнегреческий), записанной за два столетия до рождения Иисуса, слово «Христо́с» использовано для перевода на древнегреческий еврейского слова «Маши́ах», означающего «Помазанник». Слово «Христос» в классическом использовании в древнегреческом языке могло означать «покрытый маслом», «помазанный» или «намазанный», и поэтому является литературным переводом слова «Машиах». Древнегреческое слово Χριστος является однокоренным с причастием χρῖσμα (намазываемое) и глаголом χρίω (намазывать, намащать, натирать).
В современном русском языке при склонении слова «Христос» данная форма сохраняется только в именительном падеже, а в косвенных падежах изменяется форма «христ», так же как и в древнегреческом языке:
| Падеж        | Форма слова «Христос» в русском языке | Форма слова «Χριστος» в древнегреческом языке |
| ------------ | ------------------------------------- | --------------------------------------------- |
| Именительный | Христос                               | Χριστός                                       |
| Родительный  | Христа (а не Христоса)                | Χριστοῦ (а не Χριστοσου)                      |
| Дательный    | Христу (а не Христосу)                | Χριστῷ (а не Χριστοσω)                        |
| Винительный  | Христа (а не Христоса)                | Χριστόν (а не Χριστοσον)                      |
| Творительный | Христом (а не Христосом)              | —                                             |
| Предложный   | Христе (а не Христосе)                | —                                             |
| Звательный   | Христе (а не Христосе)                | Χριστέ (а не Χριστόσε)                        |

Это же касается словообразования:
- «антихрист», а не «антихристос», в отличие от древнегреческого Αντίχριστος[15];
- «христианство», а не «христосианство»;
- «христианин», а не «христосианин» — так же как и в древнегреческом: Χριστιανός[12], а не Χριστοσιανός;
- «Христов», а не «Христосов».

Просторечная форма «нехристь». Также существует глагол «христосоваться».